# ملیتیان
ملیتیان (انگلیسی: Melitians) یک فرقه مسیحی در مسیحیت اولیه در مصر (استان روم) بودند. آنها در حدود سال ۳۰۶ توسط اسقف ملیتیوس لیکوپلیس تأسیس شدند و به عنوان یک گروه کوچک تا قرن هشتم زنده ماندند. نقطه ای که در آن از کلیسای بزرگ کاتولیک [c] جدا شدند، همان نقطه ای بود که دوناتیست‌های معاصرشان در استان آفریقا (استان روم): جدا و رها شدنی که مرتدان قبلی مسیحی را دوباره به جامعه مشترک مسیحی بازگرداند. تقسیم حاصل در کلیسای مصر به عنوان «انشقاق ملیتیانی» شناخته می‌شود.